# 秋雨

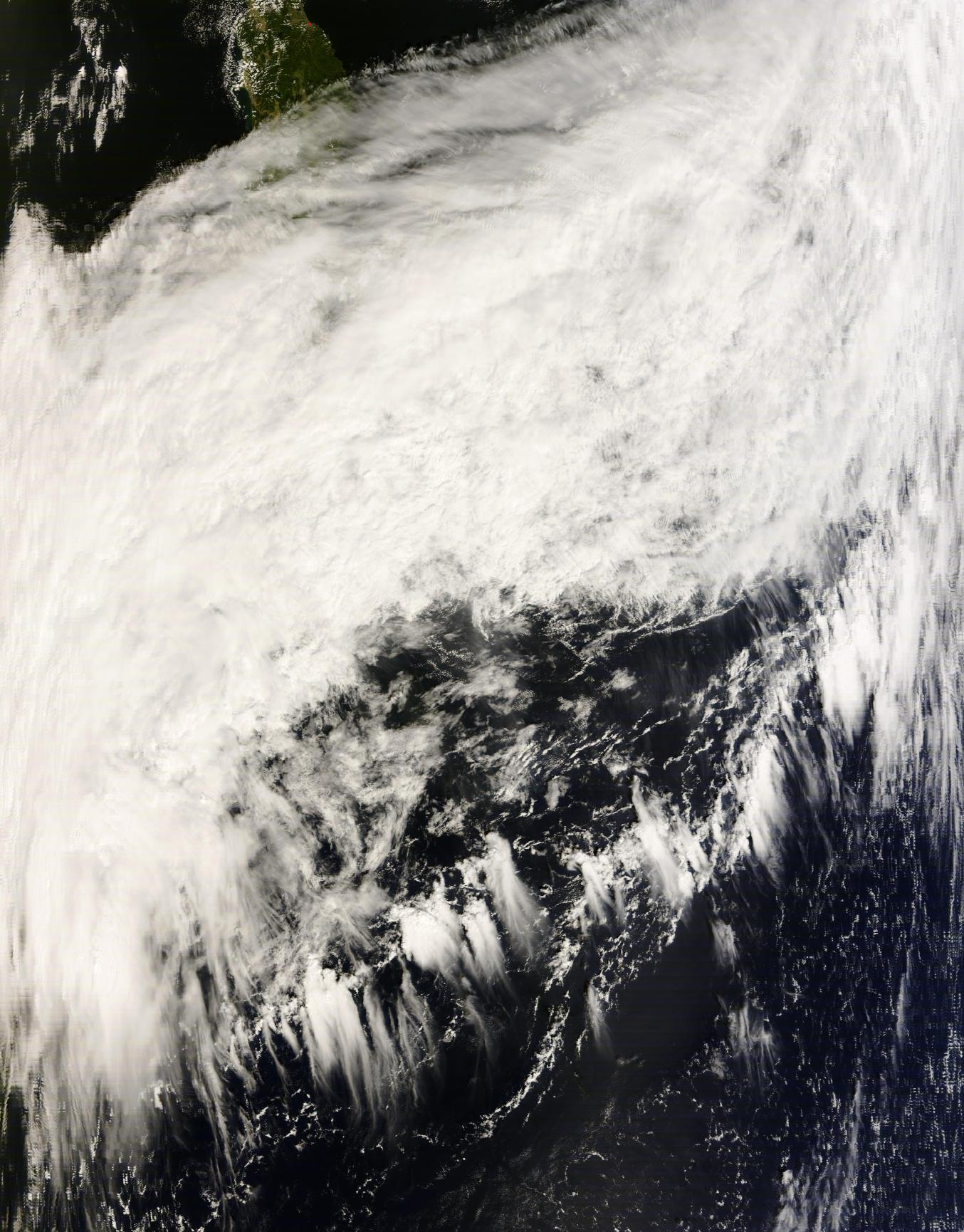
秋雨前線の雲を捉えた衛星画像。前線は九州南岸から本州はるか南の小笠原諸島付近まで延びている。2008年9月29日（PD NASA）

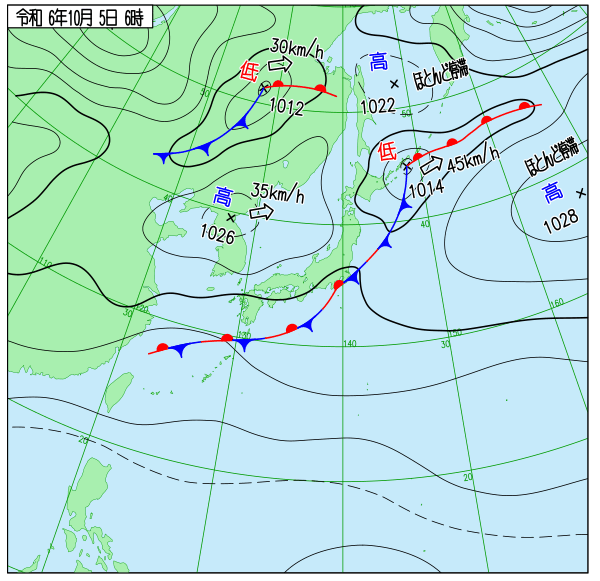
秋雨前線が日本列島に沿って伸びている。令和6年10月5日6時

秋雨（あきさめ）とは、日本において8月後半頃から10月頃にかけて（地域によって時期に差がある）降る長雨のこと。秋の長雨、秋霖（しゅうりん）、薄（すすき）梅雨ともいう。

## 原因とメカニズム
季節が、夏から秋に移り変わる際、真夏の間本州一帯に猛暑をもたらした太平洋高気圧が南へ退き、大陸の冷たい高気圧が日本海や北日本方面に張り出す。この性質の違う2つの空気がぶつかる所は大気の状態が不安定になり、秋雨前線（秋霖前線）が発生する。梅雨前線と同じく、前線を挟んで夏の空気と秋の空気が押し合いをしているため、前線は日本上空を南下したり北上したりする、こうして長雨が続く。
秋雨の原因となる高気圧は主に4つある。1つ目はシベリア高気圧と呼ばれる高気圧である。シベリア高気圧は冷たく乾燥したシベリア気団から構成されていて、高気圧から吹き出される風も冷たく乾燥している。2つ目は秋特有の移動性高気圧と呼ばれる高気圧である。移動性高気圧はやや温かく乾燥した揚子江気団から構成される。3つ目は太平洋高気圧で、温かく湿った小笠原気団から構成される。4つ目はオホーツク海高気圧と呼ばれる高気圧である。オホーツク海高気圧は冷たく湿ったオホーツク海気団から構成される。

## 梅雨からすすき梅雨への移行
オホーツク海気団と小笠原気団のせめぎ合う中で北上する梅雨前線は、平年で8月前半頃には中国の華北地方〜朝鮮半島北部〜北海道付近にまで達し、勢力が弱まって次第に消滅する。そして日本付近は小笠原気団からなる太平洋高気圧、中国大陸は揚子江気団からなる停滞性の高気圧に覆われ、東アジアのほぼ全域で本格的な夏が続く。
一方8月前半頃には、偏西風の強い部分（ジェット気流）が中国北部付近からオホーツク海付近にかけての地域に北上し、流れも弱くなる。しかし、8月後半頃になると、次第に偏西風が南下を始め、秋の空気もそれに伴って南下してくるようになる。
8月後半頃になると、太平洋高気圧が日本列島から離れたり近づいたりを繰り返すようになる。また、夏の間周りよりも相対的に気圧が低かった大陸の気圧が上がり始め、移動性高気圧やシベリア高気圧が勢いを増してくる。太平洋高気圧が離れたときには、そこに偏西風が入り込んで移動性高気圧と低気圧が交互にやってきて、晴れと雨が繰り返すような天気が訪れるようになる。このような天気が次第に増え始め、晴れ続きの夏の天気の間に雨がやってくるようになる。
これが秋雨の始まりである。8月後半頃から9月頃にかけて、北日本から順に寒冷前線が南下・東進するようになる。このような天気を経て、次第に低気圧とともに前線が発生し、停滞するようになる。
なお、立秋を過ぎて梅雨明けの発表、もしくは梅雨明けが特定できなかった場合は当日を以って梅雨から秋雨へそのまま移行したと見なされるため、梅雨明けの発表、もしくは梅雨明けの特定はされなくなる。

### 秋雨前線の南下から消滅まで
8月後半頃から9月頃にかけて、北日本から順に寒冷前線が停滞前線に変わり、停滞するようになる。停滞する期間は長くて数日間で、あまり長続きはしない。天気は周期的に変わることもあるが、全国的にぐずついた天気が多くなる。
10月前半頃になると、太平洋高気圧は日本の南に完全に後退し、秋雨前線の停滞は主に本州の南となる。9月後半頃以降、北日本から順に偏西風が上空に南下してくるので、ジェット気流が高気圧や低気圧を押し流すことで天気が移り変わりやすくなり、太平洋側では晴れが増えてくるが、日本海側では低気圧通過後、一時的に西高東低になるために冬に比べると短期間であるが時雨やすくなる。
10月後半頃になると、秋雨前線は日本の南にまで南下し、途切れ途切れになって弱まり、やがて消滅する。
このころには、日本列島付近を移動性高気圧と低気圧が交互に通過し、乾燥した晴れ→雨→西高東低（日本海側は時雨、太平洋側は乾燥した晴れ）→乾燥した晴れが短期間で移る典型的な秋の天気となる。

## 秋雨の経過とその特徴

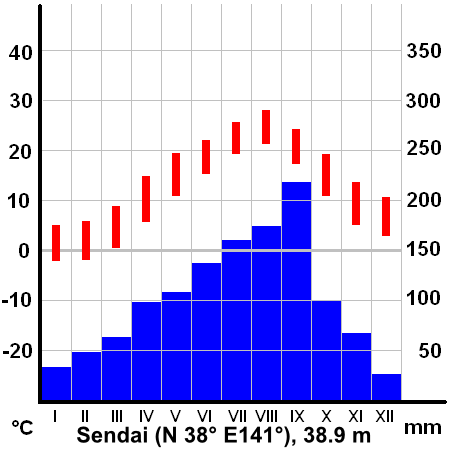
東北地方の太平洋側に位置する仙台市の雨温図。梅雨に当たる6・7月の雨量は少なく、秋雨に当たる8・9月の雨量が多い。

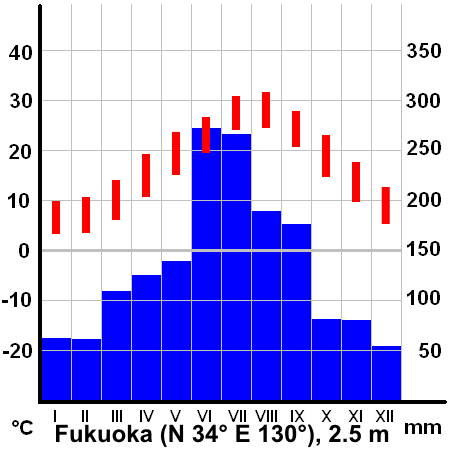
九州北部に位置する福岡市の雨温図。梅雨にあたる6・7月の雨量が多く、秋雨に当たる9・10月の雨量が少ない。

梅雨とは反対に、末期よりも初期の方が雨が強い。基本的に、秋雨前線は梅雨前線よりも弱く、前線が停滞前線ではなく寒冷前線や温暖前線になったり、前線として現れない気圧の谷となったりすることも多い。そのため、曇りの天気が続いたり、しとしとという弱い雨が降ることが多い。しかし、大気が極度に不安定となって大雨の条件がそろうと、梅雨をもしのぐ大雨となることがある。
特に秋雨の時期は秋の台風シーズンと重なっているため、台風から秋雨前線に向かって湿暖気流が流れ込み、積乱雲が発達して大雨となり、大規模な水害を引き起こす場合がある。また、上空の寒気や風の合流、低気圧や不安定な大気の影響で雨雲や雷雲が発達した場合、大雨になることも少なくない。
また、梅雨の雨量は西や南に行くほど多くなるのに対して、秋雨の雨量は北や東に行くほど多くなり、真逆（≒正反対）となっている。ただし、四国太平洋側や九州南東部は台風の関係で秋雨も降水量が多くなる特徴がある。
秋雨前線の場合は通過後、一時的に西高東低になった際に寒気がやってくることがあり、通過の前後で気温が数°C - 十数°C低下して急に冷え込むことがある。また、高山や寒冷地では霙や霰、雪が降ることもある。
気象学的に梅雨がない北海道でも秋雨はある。これは、秋雨の場合は前線を作るシベリア高気圧や移動性高気圧が最初からしっかりと勢力を保っているためである。
梅雨と違って、始まりや終わりが明確でないことが多く、梅雨入り・梅雨明けに相当する発表はない。また、東南アジアから東アジアまでの広範囲で起こる梅雨とは異なり、日本周辺（特に北日本・東日本）にのみ見られる現象である。